# La quinta stagione (film)
La quinta stagione (La Cinquième Saison) è un film del 2012 scritto e diretto da Peter Brosens e Jessica Woodworth.
La pellicola, di genere drammatico e a tratti catastrofico, è l'ultimo capitolo di una trilogia dedicata al conflitto tra uomo e natura creata dalla coppia di registi Peter Brosens e Jessica Woodworth. Il film tratta la progressiva decadenza degli abitanti di un piccolo villaggio belga in cui l'inverno sembra non voler finire.
La quinta stagione ebbe la sua anteprima mondiale alla 69ª Mostra internazionale d'arte cinematografica di Venezia dove ricevette alcuni premi collaterali tra i quali il Green Drop Award.

## Trama
In un villaggio delle Ardenne vive una piccola comunità rurale i cui abitanti si affrettano ad allestire i preparativi per il festeggiamento della fine dell'inverno con il consueto falò annuale. Tra la popolazione vivono due adolescenti, Alice e Thomas, i quali scoprono per la prima volta la passione e il desiderio amoroso. Da poco nella cittadina si sono trasferiti Pol, un apicoltore itinerante, e suo figlio disabile Octave, i quali si stabiliscono in una roulotte accanto al bar del villaggio. L'allegria dei festeggiamenti si smorza quando all'accendere il falò per cacciare lo Zio Inverno, il rogo non prende fuoco. L'episodio getta un'ombra di morte sul paesaggio rurale che, sotto lo sguardo impotente della comunità, si riduce in breve tempo a una terra desolata.
In primavera, il ciclo della natura è sconvolto: le api di Pol scompaiono, il terreno è sterile e gli alberi cadono a terra. I galli si rifiutano di cantare e le vacche non producono latte. La situazione è diffusa ovunque e all'esercito viene assegnato il compito di radunare tutto il bestiame presente sul territorio. I paesani, sempre più annichiliti dalla disperazione, fanno ricadere la colpa sull'ultimo arrivato, ovvero Pol, e ignorano il consiglio dell'apicoltore che saggiamente vorrebbe dividere le scorte di cibo rimaste in modo da garantire la sopravvivenza di tutti. Allora fanno una votazione ma Pol perde.
Un venditore ambulante di fiori di plastica passa per il villaggio portando un'effimera gioia. I rapporti umani si sgretolano e le anime sono alla deriva. Alice offre il suo corpo in cambio di poche scorte di cibo. Thomas ruba ai suoi genitori per aiutare Pol che ha deciso di lasciare il villaggio assieme a Octave. Gli altri abitanti però non glielo permettono e la loro violenza esplode in un rito pagano in cui viene giustiziato l'apicoltore.